# Му'їн Мусаввар
Му'їн Мусаввар (*1617  —1708) — перський художник-мініатюрист часів династії Сефевідів. Представник Ісфаганської школи.

## Життєпис
Народився у 1617 році. Про нього відомо замало. З дитинства виявив хист до малювання. Був учнем відомого художника Рези Аббасі. У 1630 році розпочав самостійно створювати мініатюри. Користувався покровительством шахів Сефі I, Аббаса II, Солеймана Сефі та Солтан Хусейна I. З кінця 1630-х років працював у кетабханеш (бібліотеці) шаха. Останні мініатюри створив у 1697 році.

## Творчість
Початок творчості Мусаввір відзначено впливом мініатюр Рези Аббасі, але незабаром він виробляє свій власний стиль, для якого характерні округле вималювання фігур людей, бенкетні та бойові сцени, застосування тонких ліній, легкого та швидкого пензля. Часто використовувала світлі та яскраві фарби.
Велика частина робіт Мусаввіра є ілюстрації до рукописів, насамперед до «Шахнаме» Фірдоусі, до якої протягом 1690-х років створив 21 мініатюру. Є автором мініатюри на окремих аркушах. Приклад характерного стилю Мусаввіра є «Див Акван піднімає Рустама». Найвідомішими мініатюрами художника є «Юнак, що грає на флейті» (1676 рік), «Портрет придворного лікаря Хакім-шафа» (1674 рік), «Юнак в помаранчевій сукні».

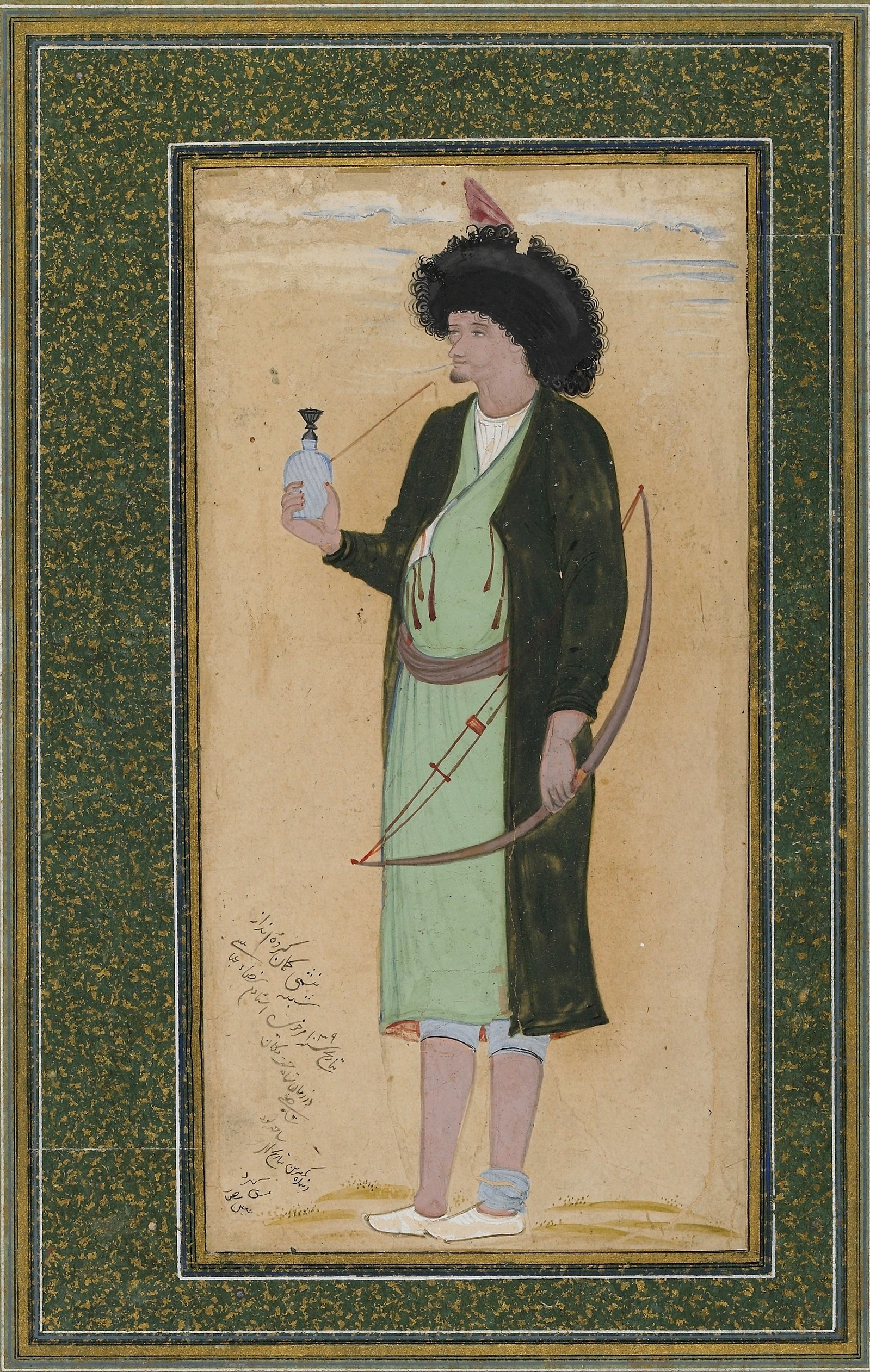
Лучник Нашмі
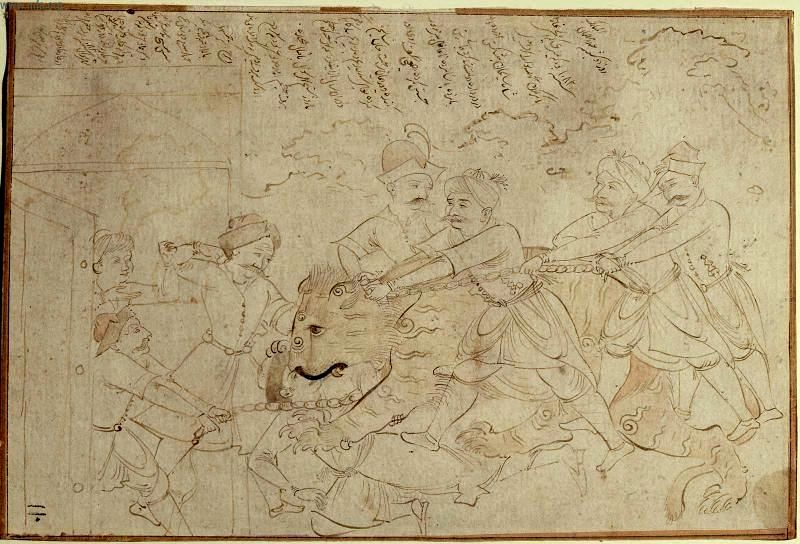
Тигр, що накинувся на юнака
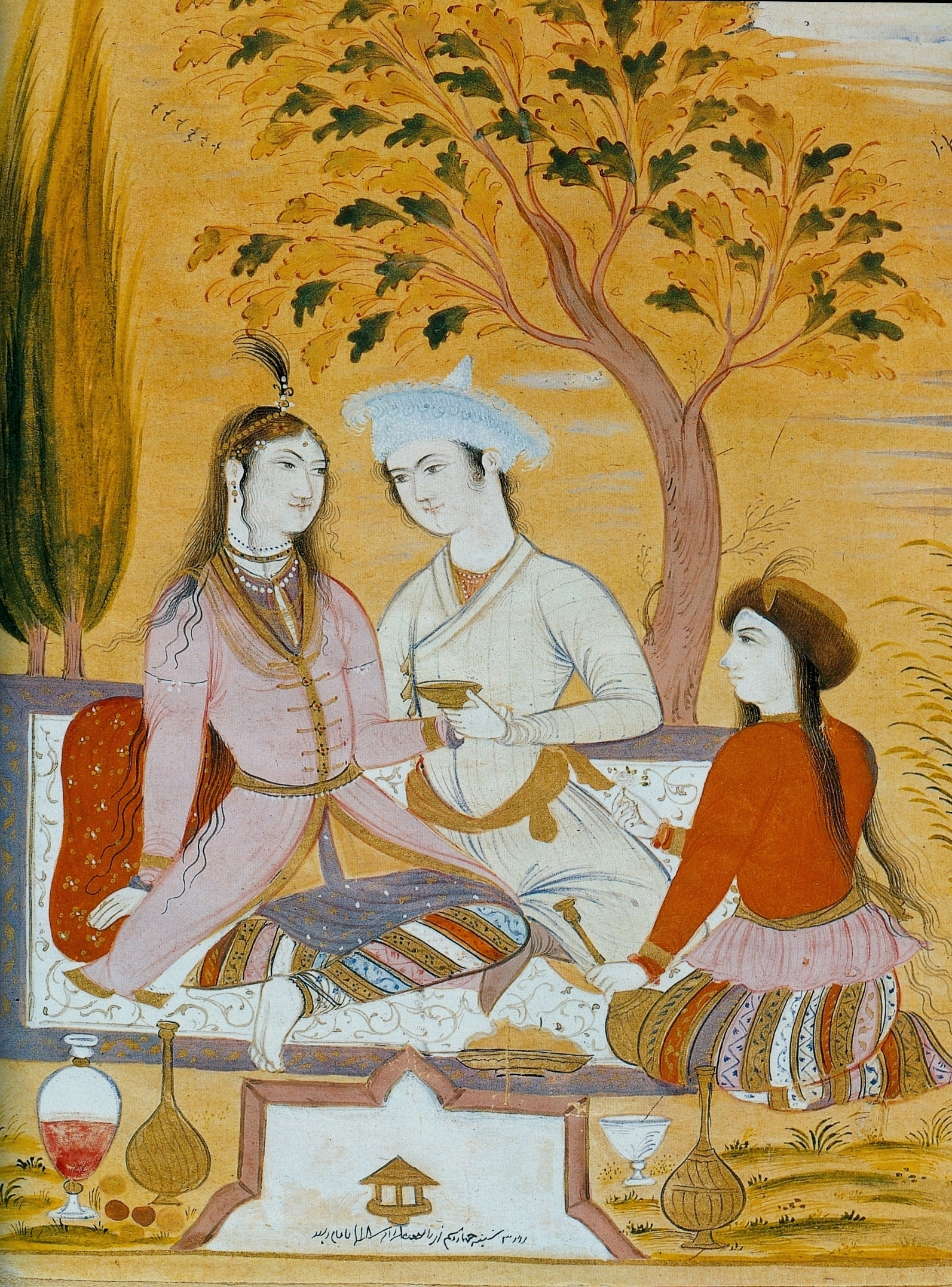
Козанці та служниця